# تشاتيغواي (نيويورك)
تشاتيغواي (بالإنجليزية: Chateaugay (town), New York)‏ هي بلدة أمريكية تقع في الولايات المتحدة في مقاطعة فرانكلن، نيويورك. يقدر عدد سكانها بـ 2,155 نسمة ومساحتها 128.9 كم2 وترتفع عن سطح البحر 296.27 متر.

## أعلام
- كيفن أونيل
- ثيودوروس بيلي
- أورفيل جيبسون